# Championnat des Comores de football 2012
Navigation
Saison précédente Saison suivante
La saison 2012 du championnat des Comores de football est la trente-troisième édition de la première division comorienne. Après une phase régionale se déroulant d'avril à novembre 2012, les champions de première division des trois îles des Comores (Anjouan, Grande Comore et Mohéli) s'affrontent dans une triangulaire en matchs aller et retour au sein d'une poule unique, du 11 au 28 novembre 2012.
C'est le Djabal Club qui termine en tête du classement final et qui est sacré champion des Comores pour la première fois de son histoire. Il se qualifie par la même occasion pour la Ligue des champions de la CAF 2013.

## Phase régionale
La phase régionale se déroulant d'avril à novembre 2012.

### Championnat d'Anjouan
Le Steal Nouvel de Sima est sacré champion d'Anjouan en novembre 2012 devant le Ngazi Sport. Le classement est établi sur le barème de points classique (victoire à 3 points, match nul à 1, défaite à 0).
| Rang | Équipe                    | Pts | J  | G  | N  | P  | Bp | Bc | Diff |
| ---- | ------------------------- | --- | -- | -- | -- | -- | -- | -- | ---- |
| 1    | Steal Nouvel de SimaT     | 44  | 22 | 12 | 8  | 2  | 22 | 12 | +10  |
| 2    | Ngazi Sport               | 40  | 22 | 11 | 7  | 4  | 31 | 20 | +11  |
| 3    | FC Ngao                   | 35  | 22 | 10 | 5  | 7  | 22 | 17 | +5   |
| 4    | Miracle Club              | 33  | 22 | 9  | 6  | 7  | 21 | 16 | +5   |
| 5    | FC Ouani                  | 32  | 22 | 9  | 5  | 8  | 27 | 20 | +7   |
| 6    | Chirazienne Football Club | 32  | 22 | 7  | 11 | 4  | 24 | 20 | +4   |
| 7    | Komorozine de Domoni      | 31  | 22 | 8  | 7  | 7  | 27 | 20 | +7   |
| 8    | Taleza FC                 | 31  | 22 | 8  | 7  | 7  | 20 | 21 | -1   |
| 9    | AS Tsémbéhou              | 25  | 22 | 7  | 4  | 11 | 21 | 25 | -4   |
| 10   | Gombessa Sport            | 25  | 22 | 6  | 7  | 9  | 15 | 22 | -7   |
| 11   | ASJM                      | 19  | 22 | 4  | 7  | 11 | 15 | 23 | -8   |
| 12   | AS Patsy                  | 9   | 22 | 1  | 6  | 15 | 16 | 45 | -29  |

| Légende : Qualifications et relégations | Légende : Qualifications et relégations |
| --------------------------------------- | --------------------------------------- |
|                                         | Qualification pour la phase nationale   |
|                                         | Relégation en deuxième division         |
|                                         | T : Tenant du titre                     |

### Championnat de Grande Comore
Le Djabal Club est sacré champion de Grande Comore en octobre 2012. Le classement est établi sur le barème de points classique (victoire à 3 points, match nul à 1, défaite à 0).
| Rang | Équipe                     | Pts | J  | G  | N | P  | Bp | Bc | Diff |
| ---- | -------------------------- | --- | -- | -- | - | -- | -- | -- | ---- |
| 1    | Djabal Club                | 45  | 22 | 14 | 3 | 5  | 53 | 20 | +33  |
| 2    | Coin Nord de MitsamiouliT  | 45  | 22 | 14 | 3 | 5  | 37 | 11 | +26  |
| 3    | Apache Club de Mitsamiouli | 41  | 22 | 11 | 8 | 3  | 26 | 17 | +9   |
| 4    | Volcan Club de Moroni      | 36  | 22 | 10 | 6 | 6  | 28 | 19 | +9   |
| 5    | US Mbéni                   | 32  | 22 | 9  | 5 | 8  | 24 | 24 | 0    |
| 6    | US Séléa                   | 30  | 22 | 8  | 6 | 7  | 25 | 20 | +5   |
| 7    | Uranus FC                  | 28  | 22 | 7  | 6 | 9  | 18 | 24 | -6   |
| 8    | US Mboubé                  | 26  | 22 | 6  | 8 | 7  | 19 | 22 | -3   |
| 9    | Élan Club de Mitsoudjé     | 24  | 22 | 5  | 9 | 8  | 27 | 31 | -4   |
| 10   | Étoile des Comores         | 23  | 22 | 5  | 8 | 9  | 20 | 23 | -3   |
| 11   | Étoile Polaire FC          | 16  | 22 | 4  | 4 | 14 | 16 | 36 | -20  |
| 12   | ASIM                       | 12  | 22 | 2  | 6 | 14 | 16 | 62 | -46  |

| Légende : Qualifications et relégations | Légende : Qualifications et relégations |
| --------------------------------------- | --------------------------------------- |
|                                         | Qualification pour la phase nationale   |
|                                         | Relégation en deuxième division         |
|                                         | T : Tenant du titre                     |

### Championnat de Mohéli
Le Fomboni Football Club remporte le championnat de Mohéli 2012.
| Rang | Équipe                   | Pts | J  | G | N | P | Bp | Bc | Diff |
| ---- | ------------------------ | --- | -- | - | - | - | -- | -- | ---- |
| 1    | Fomboni Football ClubT   | 29  | 13 | 9 | 2 | 2 | 21 | 7  | +14  |
| 2    | Ouragan de Mboingoma     | 28  | 13 | 8 | 4 | 1 | 19 | 9  | +10  |
| 3    | Belle Lumière de Djoiezi | 23  | 13 | 6 | 5 | 2 | 16 | 9  | +7   |
| 4    | Wemani Espoir            | 19  | 13 | 5 | 4 | 4 | 17 | 15 | +2   |
| 5    | Étoile du Centre         | 19  | 13 | 5 | 4 | 4 | 20 | 20 | 0    |
| 6    | FC Barsam                | 6   | 12 | 1 | 3 | 8 | 8  | 23 | -15  |
| 7    | FC Fusion                | 5   | 12 | 1 | 2 | 9 | 11 | 20 | -9   |
| 8    | Nouvel Espoir FC abandon | 3   | 7  | 1 | 0 | 6 | 5  | 14 | -9   |

| Légende : Qualifications et relégations | Légende : Qualifications et relégations |
| --------------------------------------- | --------------------------------------- |
|                                         | Qualification pour la phase nationale   |
|                                         | Relégation en deuxième division         |
|                                         | T : Tenant du titre                     |

## Phase nationale

### Les équipes participantes
- Djabal Club
- Steal Nouvel de Sima
- Fomboni Football Club

### Classement
Le classement est établi sur le barème de points classique (victoire à 3 points, match nul à 1, défaite à 0)
| Rang | Équipe                | Pts | J | G | N | P | Bp | Bc | Diff |
| ---- | --------------------- | --- | - | - | - | - | -- | -- | ---- |
| 1    | Djabal Club           | 8   | 4 | 2 | 2 | 0 | 6  | 3  | +3   |
| 2    | Fomboni Football Club | 5   | 4 | 1 | 2 | 1 | 6  | 5  | +1   |
| 3    | Steal Nouvel de Sima  | 3   | 4 | 1 | 0 | 3 | 4  | 8  | -4   |

| Légende : Qualifications et relégations | Légende : Qualifications et relégations                                |
| --------------------------------------- | ---------------------------------------------------------------------- |
|                                         | Qualification pour la Ligue des champions de la CAF 2013               |
|                                         | Qualification pour la Coupe des clubs champions de l'océan Indien 2013 |
|                                         | Qualification pour la Coupe de l'UAFA 2012-2013                        |

### Matchs
Les rencontres se déroulent du 11 au 28 novembre 2012.
- Équipe victorieuse

| Match | Date        | Lieu    | Équipe 1              | Résultat | Équipe 2              |
| ----- | ----------- | ------- | --------------------- | -------- | --------------------- |
| 1     | 11 novembre | Fomboni | Fomboni Football Club | 1 – 2    | Steal Nouvel de Sima  |
| 2     | 14 novembre | Sima    | Steal Nouvel de Sima  | 0 – 2    | Djabal Club           |
| 3     | 17 novembre | Sima    | Steal Nouvel de Sima  | 1 – 3    | Fomboni Football Club |
| 4     | 21 novembre | Iconi   | Djabal Club           | 0 – 0    | Fomboni Football Club |
| 5     | 24 novembre | Fomboni | Fomboni Football Club | 2 – 2    | Djabal Club           |
| 6     | 28 novembre | Iconi   | Djabal Club           | 2 – 1    | Steal Nouvel de Sima  |

## Bilan de la saison
| Championnat des Comores de football 2012         |                         |
| Champion                                         | Djabal Club (1er titre) |
| Qualifications continentales                     |                         |
| Ligue des champions de la CAF 2013               | Djabal Club             |
| Coupe des clubs champions de l'océan Indien 2013 | Fomboni Football Club   |
| Coupe de l'UAFA 2012-2013                        | Steal Nouvel de Sima    |
| Promotions et relégations                        |                         |
| Promus en Championnat des Comores de football    | Aucun                   |
| Relégués                                         | Aucun                   |